# Osthimosia glomerata
Osthimosia glomerata är en mossdjursart som först beskrevs av William MacGillivray 1887.  Osthimosia glomerata ingår i släktet Osthimosia och familjen Celleporidae. Inga underarter finns listade i Catalogue of Life.